# Coupe caribéenne des nations 1994
Navigation
Édition précédente Édition suivante
La Shell Caribbean Cup 1994 est la douzième édition de la Coupe de la Caraïbe. La phase finale eu lieu à Trinité-et-Tobago. 

## Tour préliminaire
La Martinique et Trinité et Tobago sont qualifiés d'office pour la phase finale en tant que tenant du titre et pays organisateur respectivement.

### Règlement
Lors du tour préliminaire, joué en groupes, la CFU décide d'expérimenter un nouveau règlement pour écarter les risques d'égalité au classement. Si le score d'un match est de parité à la fin du temps règlementaire, il n'y a pas de points de match nul partagés, la rencontre se poursuit par une prolongation avec la règle du but en or, le match s'achevant dès qu'un but est marqué. Une autre particularité est que le but en or compte double au classement : il apporte un « but » supplémentaire (fictif) à l'équipe qui l'a marqué qui est pris en compte dans la différence de buts pour établir le classement du groupe. Cette règle du but comptant double serait justifiée pour compenser le fait que le but en or ne permet pas de scores plus larges pendant la prolongation. Elle entraine cependant le risque de calcul dans la stratégie des équipes, comme par exemple attendre la prolongation plutôt que de chercher à enlever la victoire dans les dernières minutes du temps règlementaire.
Au cas où une prolongation se termine sans but marqué, une séance de tirs au but est organisée. Les deux équipes reçoivent alors chacune le point du match nul et l'équipe victorieuse des tirs au but se voit attribuer un but (fictif) supplémentaire pour sa différence de buts.

### Groupe 1:Barbade
| Rang | Équipe     | Pts | J | G | N | P | Bp | Bc | Diff |  | Résultats (▼ dom., ► ext.) |  |      |      |
| ---- | ---------- | --- | - | - | - | - | -- | -- | ---- |  | -------------------------- |  | ---- | ---- |
| 1    | Barbade    | 3   | 2 | 1 | 0 | 1 | 4  | 3  | +1   |  | Barbade                    |  | 4-2* | 0-1  |
| 2    | Grenade    | 3   | 2 | 1 | 0 | 1 | 4  | 4  | 0    |  | Grenade                    |  |      | 2-0* |
| 3    | Porto Rico | 3   | 2 | 1 | 0 | 1 | 1  | 2  | -1   |  | Porto Rico                 |  |      |      |

* avec but en or comptant double.
| Date            | Équipe 1 | Résultat  | Équipe 2   |
| --------------- | -------- | --------- | ---------- |
| 23 janvier 1994 | Barbade  | 0-1       | Porto Rico |
| 25 janvier 1994 | Grenade  | 2-0 : 1-0 | Porto Rico |
| 27 janvier 1994 | Barbade  | 4-2 : 3-2 | Grenade    |

#### Curiosité lors du match Barbade-Grenade
Le risque de calcul et de mise en place de stratégies insolites liés à la règle du but en or comptant double pour la différence de buts au classement s'est vérifié lors du dernier match du groupe entre la Barbade et la Grenade où, en fin de match, l'intérêt d'une équipe aura été de chercher la prolongation pour ensuite gagner avec une différence de +2 et se qualifier en marquant un seul but, et l'intérêt de l'autre d'éviter la prolongation, avec soit une courte défaite soit une victoire. Ainsi chaque équipe fut tentée d'inscrire un but contre son camp. La Barbade devait gagner par au moins deux buts d'écart, tandis que la Grenade pouvait se contenter d'une défaite de seulement un but d'écart.
Le déroulement de la rencontre est normal jusqu'à l'amorce des dix dernières minutes. La Barbade mène rapidement au score par 2-0 et tient sa qualification. Mais tout change lorsqu'à la 83e minute la Grenade réduit le score à 2-1. À cet instant c'est la Grenade qui est virtuellement qualifiée. L'équipe de Barbade a alors deux possibilités : marquer un troisième but dans le temps réglementaire et reprendre ses deux buts d'avance, ou bien se laisser rejoindre au score et disputer la prolongation pour profiter de la règle du but en or comptant double, un seul but suffisant pour faire une différence de +2 et terminer à la première place devant la Grenade. Choisissant l'option « prolongation », la Barbade décide de marquer délibérément contre son camp à la 87e minute. Le score est alors de 2-2. La Grenade décide de contrer cette stratégie en tentant à son tour de marquer un but, contre son camp ou celui adverse, afin d'éviter la prolongation et se qualifier ainsi dans le temps règlementaire. Mais les joueurs barbadiens anticipent et se mettent à défendre tantôt leur propre but, tantôt celui de la Grenade. L'équipe de la Barbade parvient finalement à maintenir le score et à obtenir une prolongation au cours de laquelle elle marque le but en or qui la qualifie pour la phase finale,,.

L'entraîneur de la Grenade, James Clarkson, déclara à propos de ce match :
« La personne qui a inventé ces règles est bonne pour l'asile. [...] Nos joueurs ne savent même pas dans quelle direction attaquer : notre but ou leur but. Je n'ai jamais vu cela avant. Au football, vous êtes censé marquer contre les adversaires pour gagner, pas pour eux. »
— James Clarkson

### Groupe 2:Guadeloupe
Les rencontres de ce groupe se sont disputées à Saint-Vincent-et-les-Grenadines.
| Rang | Équipe                          | Pts | J | G | N | P | Bp | Bc | Diff |  | Résultats (▼ dom., ► ext.)      |  |     |     |
| ---- | ------------------------------- | --- | - | - | - | - | -- | -- | ---- |  | ------------------------------- |  | --- | --- |
| 1    | Guadeloupe                      | 6   | 2 | 2 | 0 | 0 | 11 | 0  | +11  |  | Guadeloupe                      |  | 2-0 | 9-0 |
| 2    | Saint-Vincent-et-les-Grenadines | 3   | 2 | 1 | 0 | 1 | 2  | 2  | 0    |  | Saint-Vincent-et-les-Grenadines |  |     | 2-0 |
| 3    | Anguilla                        | 0   | 2 | 0 | 0 | 2 | 0  | 11 | -11  |  | Anguilla                        |  |     |     |

### Groupe 3:Suriname
Les rencontres de ce groupe se sont disputées au Suriname.
| Rang | Équipe   | Pts | J | G | N | P | Bp | Bc | Diff |  | Résultats (▼ dom., ► ext.) |  |      |       |
| ---- | -------- | --- | - | - | - | - | -- | -- | ---- |  | -------------------------- |  | ---- | ----- |
| 1    | Suriname | 6   | 2 | 2 | 0 | 0 | 4  | 0  | +4   |  | Suriname                   |  | 2-0* | 2-0   |
| 2    | Guyane   | 1   | 2 | 0 | 1 | 1 | 2  | 3  | -1   |  | Guyane                     |  |      | 1-1** |
| 3    | Guyana   | 1   | 2 | 0 | 1 | 1 | 1  | 4  | -3   |  | Guyana                     |  |      |       |

* score réel : 1-0 a.p. ; avec but en or comptant double.

** Tirs au but remportés par la Guyane, qui bénéficie ainsi d'un but bonus au classement pour la différence de buts

### Groupe 4:Dominique
Les rencontres de ce groupe se sont disputées à Saint-Christophe-et-Niévès.
| Rang | Équipe                     | Pts | J | G | N | P | Bp | Bc | Diff |  | Résultats                  |  |      |     |     |
| ---- | -------------------------- | --- | - | - | - | - | -- | -- | ---- |  | -------------------------- |  | ---- | --- | --- |
| 1    | Dominique                  | 4   | 2 | 2 | 0 | 0 | 7  | 4  | +3   |  | Dominique                  |  | 4-2* | 3-2 | N/D |
| 2    | Saint-Christophe-et-Niévès | 2   | 2 | 1 | 0 | 1 | 11 | 5  | +6   |  | Saint-Christophe-et-Niévès |  |      | ?   | 9-1 |
| 3    | Antigua-et-Barbuda         | 2   | 2 | 1 | 0 | 1 | 10 | 3  | +7   |  | Antigua-et-Barbuda         |  |      |     | 8-0 |
| 4    | Montserrat                 | 0   | 2 | 0 | 0 | 2 | 1  | 17 | -16  |  | Montserrat                 |  |      |     |     |

* score réel : 3-2 a.p. ; avec but en or comptant double.

### Groupe 5:Îles Caïmans
Les rencontres de ce groupe se sont disputées aux Îles Caïmans.
| Rang | Équipe                    | Pts | J | G | N | P | Bp | Bc | Diff |  | Résultats                 |  |     |      |      |
| ---- | ------------------------- | --- | - | - | - | - | -- | -- | ---- |  | ------------------------- |  | --- | ---- | ---- |
| 1    | Îles Caïmans              | 6   | 3 | 3 | 0 | 0 | 13 | 2  | +11  |  | Îles Caïmans              |  | 3-2 | 5-0  | 5-0  |
| 2    | Jamaïque                  | 4   | 3 | 2 | 0 | 1 | 18 | 5  | +13  |  | Jamaïque                  |  |     | 4-2* | 12-0 |
| 3    | Sint Maarten              | 2   | 3 | 1 | 0 | 2 | 5  | 9  | -4   |  | Sint Maarten              |  |     |      | 3-0  |
| 4    | Îles Vierges britanniques | 0   | 3 | 0 | 0 | 3 | 0  | 20 | -20  |  | Îles Vierges britanniques |  |     |      |      |

* score réel : 3-2 a.p. ; avec but en or comptant double.

### Groupe 6:Haïti
| Rang | Équipe                 | Pts     | J       | G       | N       | P       | Bp      | Bc      | Diff    |  | Résultats (▼ dom., ► ext.) |  |     |  |
| ---- | ---------------------- | ------- | ------- | ------- | ------- | ------- | ------- | ------- | ------- |  | -------------------------- |  | --- |  |
| 1    | Haïti                  | 3       | 1       | 1       | 0       | 0       | 1       | 0       | +1      |  | Haïti                      |  | 1-0 |  |
| 2    | République dominicaine | 0       | 1       | 0       | 0       | 1       | 0       | 1       | -1      |  | République dominicaine     |  |     |  |
| 3    | Cuba                   | Forfait | Forfait | Forfait | Forfait | Forfait | Forfait | Forfait | Forfait |  | Cuba                       |  |     |  |

## Phase finale
Jouée à Trinité-et-Tobago.

### Groupe A
|   | Équipe            | Pts | J | G | N | P | BP | BC | Diff |
| - | ----------------- | --- | - | - | - | - | -- | -- | ---- |
| 1 | Trinité-et-Tobago | 5   | 3 | 2 | 1 | 0 | 7  | 0  | +7   |
| 2 | Guadeloupe        | 4   | 3 | 1 | 2 | 0 | 7  | 2  | +5   |
| 3 | Barbade           | 2   | 3 | 0 | 2 | 1 | 3  | 5  | -2   |
| 4 | Dominique         | 1   | 3 | 0 | 1 | 2 | 1  | 11 | -10  |

|  | Guadeloupe        | 2 | 2 | Barbade    |
|  | Trinité-et-Tobago | 5 | 0 | Dominique  |
|  | Barbade           | 1 | 1 | Dominique  |
|  | Trinité-et-Tobago | 0 | 0 | Guadeloupe |
|  | Guadeloupe        | 5 | 0 | Dominique  |
|  | Trinité-et-Tobago | 2 | 0 | Barbade    |

### Groupe B
|   | Équipe       | Pts | J | G | N | P | BP | BC | Diff |
| - | ------------ | --- | - | - | - | - | -- | -- | ---- |
| 1 | Martinique   | 5   | 3 | 2 | 1 | 0 | 6  | 1  | +5   |
| 2 | Suriname     | 3   | 3 | 1 | 1 | 1 | 3  | 3  | 0    |
| 3 | Haïti        | 3   | 3 | 1 | 1 | 1 | 4  | 6  | -2   |
| 4 | Îles Caïmans | 1   | 3 | 0 | 1 | 2 | 3  | 6  | -3   |

|  | Martinique | 2 | 0 | Suriname     |
|  | Haïti      | 3 | 2 | Îles Caïmans |
|  | Suriname   | 2 | 0 | Îles Caïmans |
|  | Martinique | 3 | 0 | Haïti        |
|  | Suriname   | 1 | 1 | Haïti        |
|  | Martinique | 1 | 1 | Îles Caïmans |

### Demi-finales
| 14 avril 1994 | Trinité-et-Tobago   | 3 - 2 a.p. | Suriname        | National Stadium, Port-d'Espagne |  |
|               | Faustin , · Dwarika |            | Tol · Kampenaar |                                  |  |

| 14 avril 1994 | Martinique | 4 - 2 | Guadeloupe | National Stadium, Port-d'Espagne |  |
|               |            |       |            |                                  |  |

### Petite finale
| 16 avril 1994 | Guadeloupe | 2 - 0 | Suriname | National Stadium, Port-d'Espagne |  |
|               |            |       |          |                                  |  |

### Finale
| 17 avril 1994                                          | Trinité-et-Tobago                                            | 7 - 2                                             | Martinique        | Queen's Park Oval, Port-d'Espagne |                      |
|                                                        | Hutson Charles , · Dean Pacheco , · Angus Eve · Alvin Thomas | (0 - 0)                                           | Fondelot · Sophie | Spectateurs : 20,000              | Spectateurs : 20,000 |
|                                                        | Rapport                                                      |                                                   |                   | Spectateurs : 20,000              | Spectateurs : 20,000 |
| Julien (), Charles, Pacheco, Eve, Thomas, Nakhid, Ince | Équipes                                                      | Marguerite (), Coridon, Fondelot, Sophie, Eugenie |                   | Spectateurs : 20,000              | Spectateurs : 20,000 |

| Caribbean Cup 1994 Trinité-et-Tobago Cinquième titre |